# Lechnica
Lechnica je obec na Slovensku v okrese Kežmarok. V roce 2012 zde žilo 275 obyvatel. První písemná zmínka o obci pochází z roku 1319.
V obci stojí římskokatolický kostel svatého Jodoka z roku 1827.

## Galerie

Lechnica
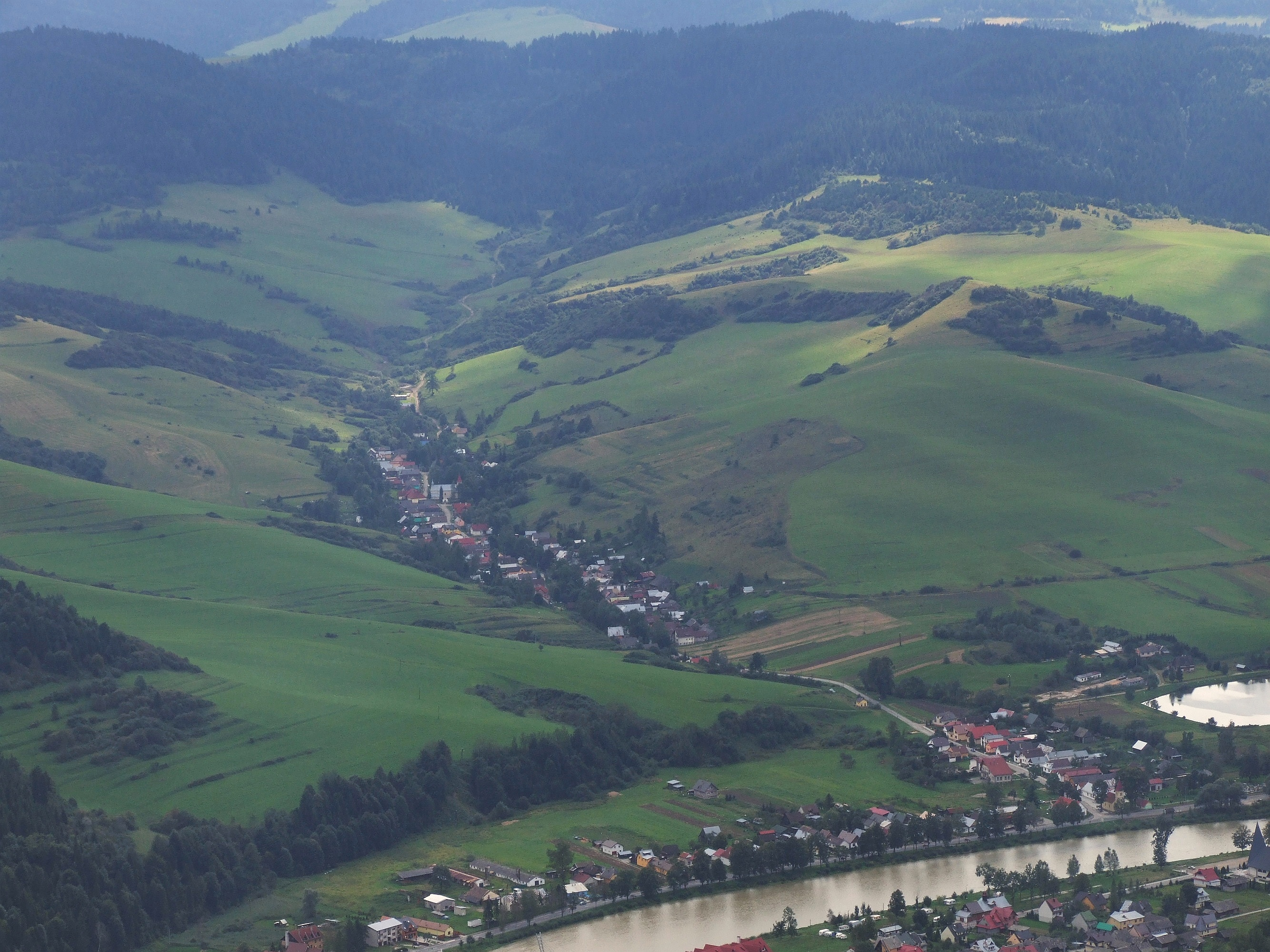
Pohled z výšky
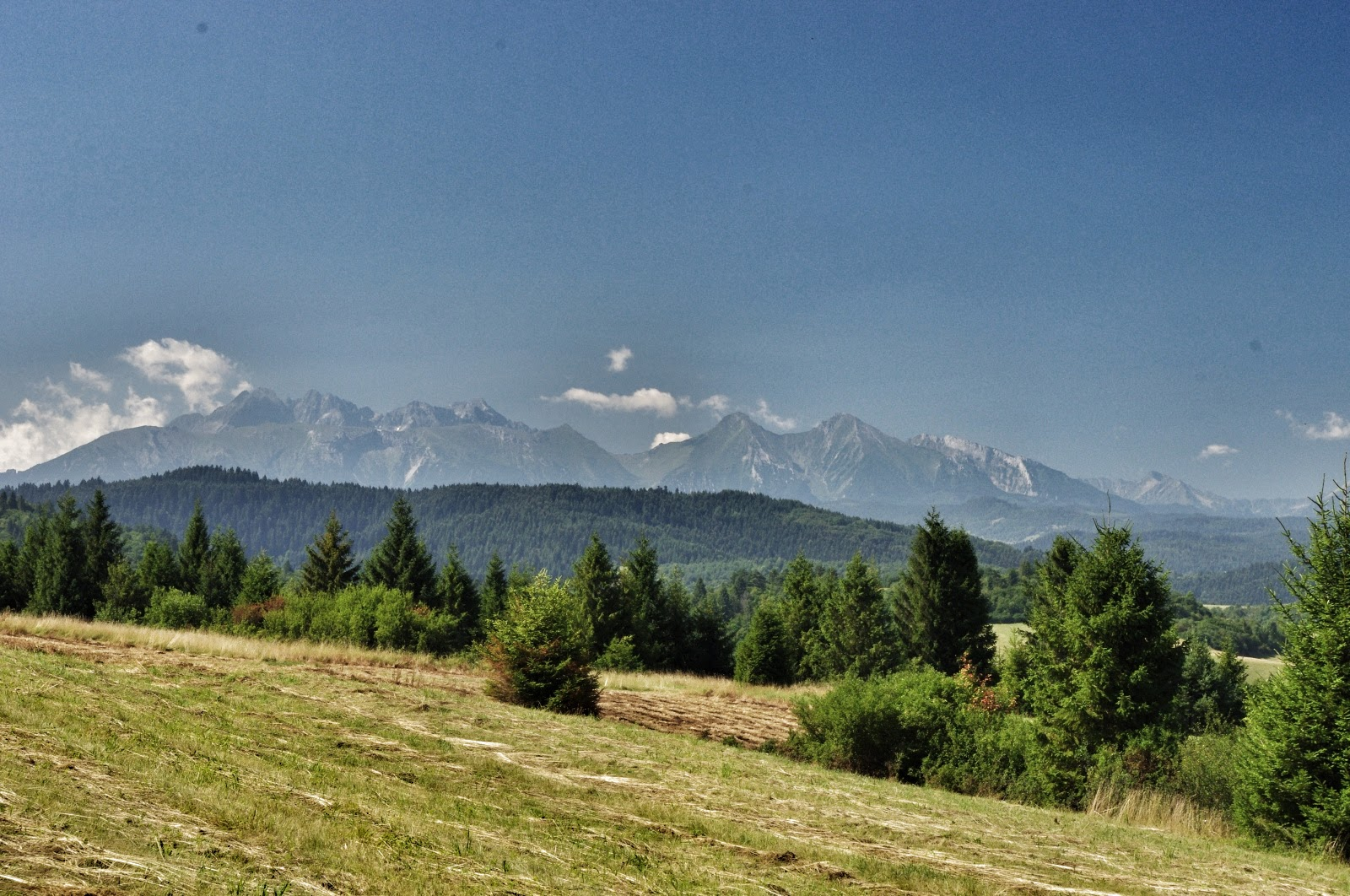
Hory
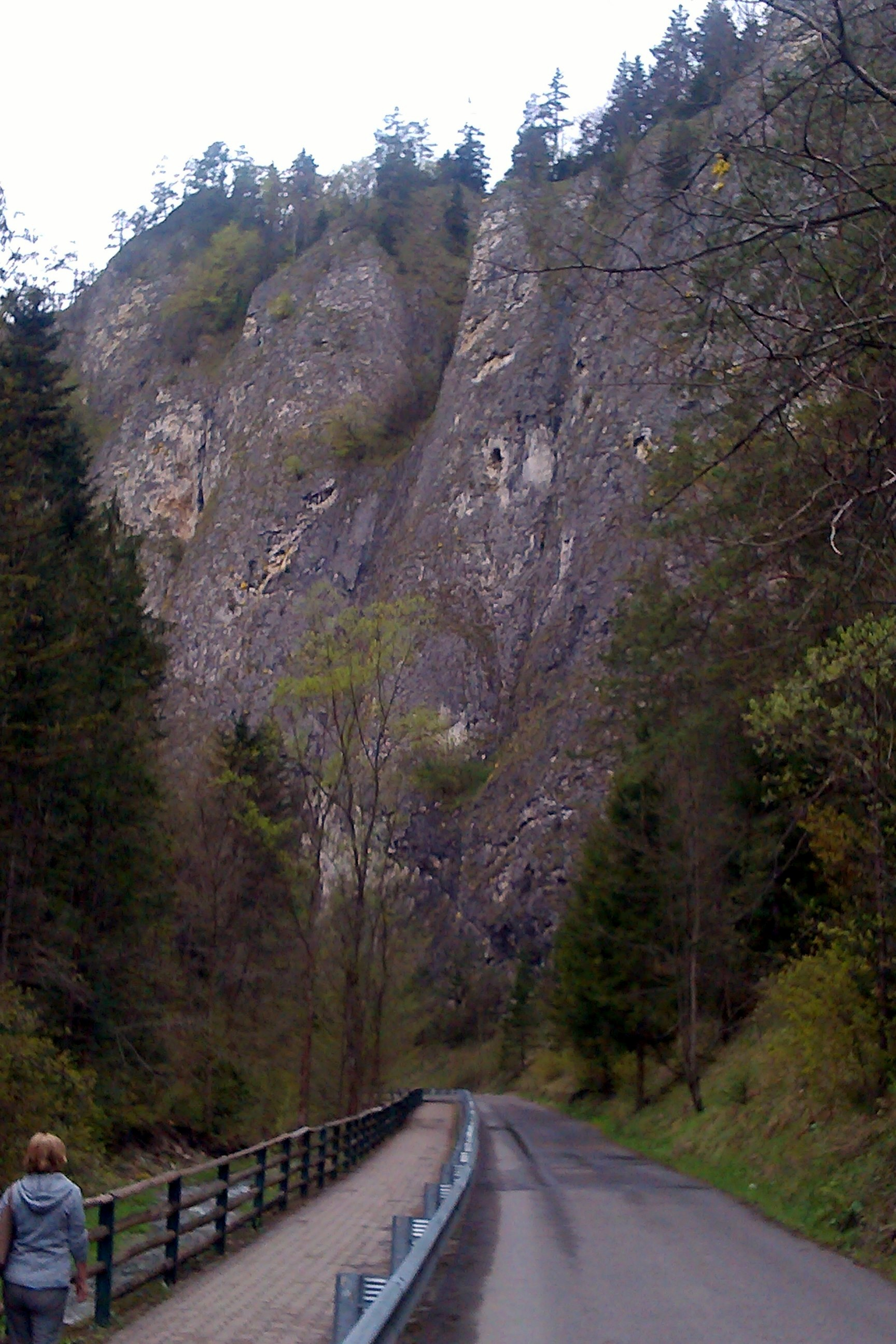
Lávka přes Lesnický potok